# La Guardia, Mexiko
La Guardia är en ort i Mexiko.   Den ligger i kommunen Tacámbaro och delstaten Michoacán de Ocampo, i den södra delen av landet, 250 km väster om huvudstaden Mexico City. La Guardia ligger 2 227 meter över havet och antalet invånare är 330.
Terrängen runt La Guardia är lite bergig. Runt La Guardia är det ganska tätbefolkat, med 80 invånare per kvadratkilometer. Närmaste större samhälle är Tacámbaro de Codallos, 9,7 km söder om La Guardia. I omgivningarna runt La Guardia växer huvudsakligen savannskog.